# 2014 OL339
2014 OL339 – planetoida okrążająca Słońce w ciągu 365 dni w średniej odległości 0,9994 j.a. Została odkryta 29 czerwca 2014 roku i jest quasi-księżycem Ziemi.